# 上海虹桥国际外籍人员子女学校
上海虹桥国际外籍人员子女学校（ Hong Qiao International School - Rainbow Bridge International School，HQIS-RBIS ）是一所位于中華人民共和國上海市古北新区的一所国际学校。 

## 历史
学校的歷史始於1997年，當時它名為上海虹桥幼儿園，校區靠近上海动物园。當時學校只招收学龄前兒童。 2002年12月24日學校更名為上海虹桥国际学校並開設小學部。 2012年起，學校可以教授國際文憑小學課程。 2014年增設中学部，次年迁入新校区。 